# IC 423
IC 423 је емисиона маглина у сазвјежђу Орион која се налази на листи објеката дубоког неба у Индекс каталогу.
Деклинација објекта је - 0° 36' 52" а ректасцензија 5h 33m 22,0s. IC 423 је још познат и под ознакама LBN 913, CED 52.